# Södra Sandsjöåsen
Södra Sandsjöåsen är ett naturreservat i Ljusnarsbergs kommun i Örebro län.
Området är naturskyddat sedan 2007 och är 188 hektar stort. Reservatet omfattar en skog som växt upp efter en skokgsbrand i början av 1900-talet. Skogen består av gles barrskog med stort inslag av lövträd.